# Ferdinand Bonaventura von Harrach
Ferdinand Bonaventura von Harrach (ur. 14 lipca 1637 w Pradze, zm. 15 czerwca 1706 w Karlowych Warach) - dyplomata austriacki z rodu Harrach.
Z jego inicjatywy został pobudowany Pałac Harrach w Wiedniu. W 1661 odznaczony Orderem Złotego Runa.
W latach 1697–1698 był cesarskim ambasadorem w Hiszpanii, jego funkcję przejął jego syn Aloys Thomas Raimund von Harrach (1669-1742), również austriacki dyplomata.